# Resurrexi

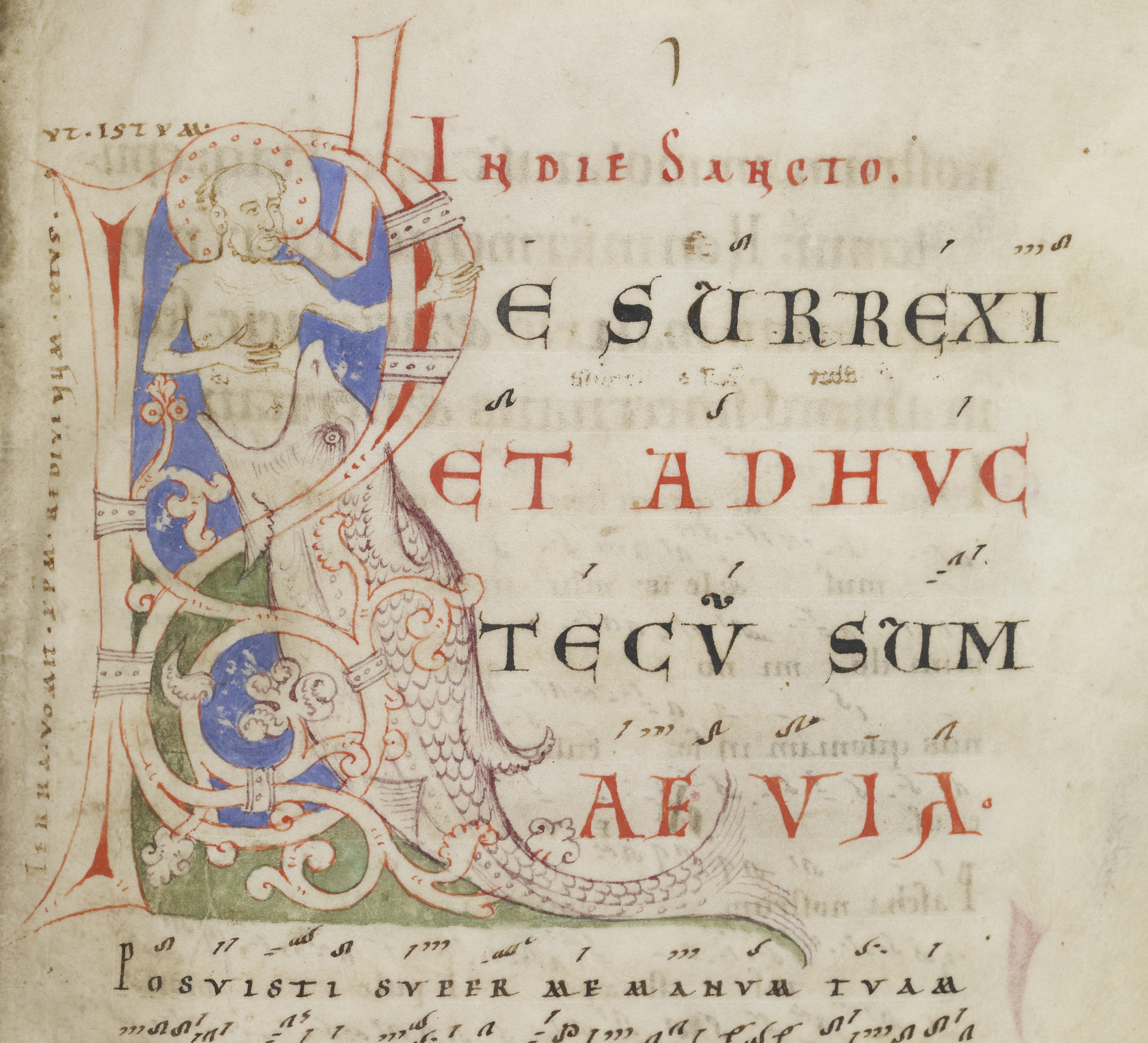

Resurrexi è un introito pasquale che appartiene alla liturgia della Domenica di Resurrezione.

## Testo
alleluja

posuisti super me manum tuam,

alleluja 

mirabilis facta est scientia tua,

alleluja, alleluja. (MR)

Domine, probasti me et cognovisti me:

tu cognovisti sessionem meam, et resurrectionem meam. 
(Ps 139, 5.6.1.2)»
alleluja;
 
tu hai posto su di me la tua mano,

alleluja

è stupenda per me la tua saggezza, 

alleluja, alleluja. (MR) 

Signore, mi hai messo alla prova e mi hai conosciuto,

tu hai conosciuto il mio riposo, e la mia risurrezione. 
(Sal 139, 5.6.1.2)»

## Melodia

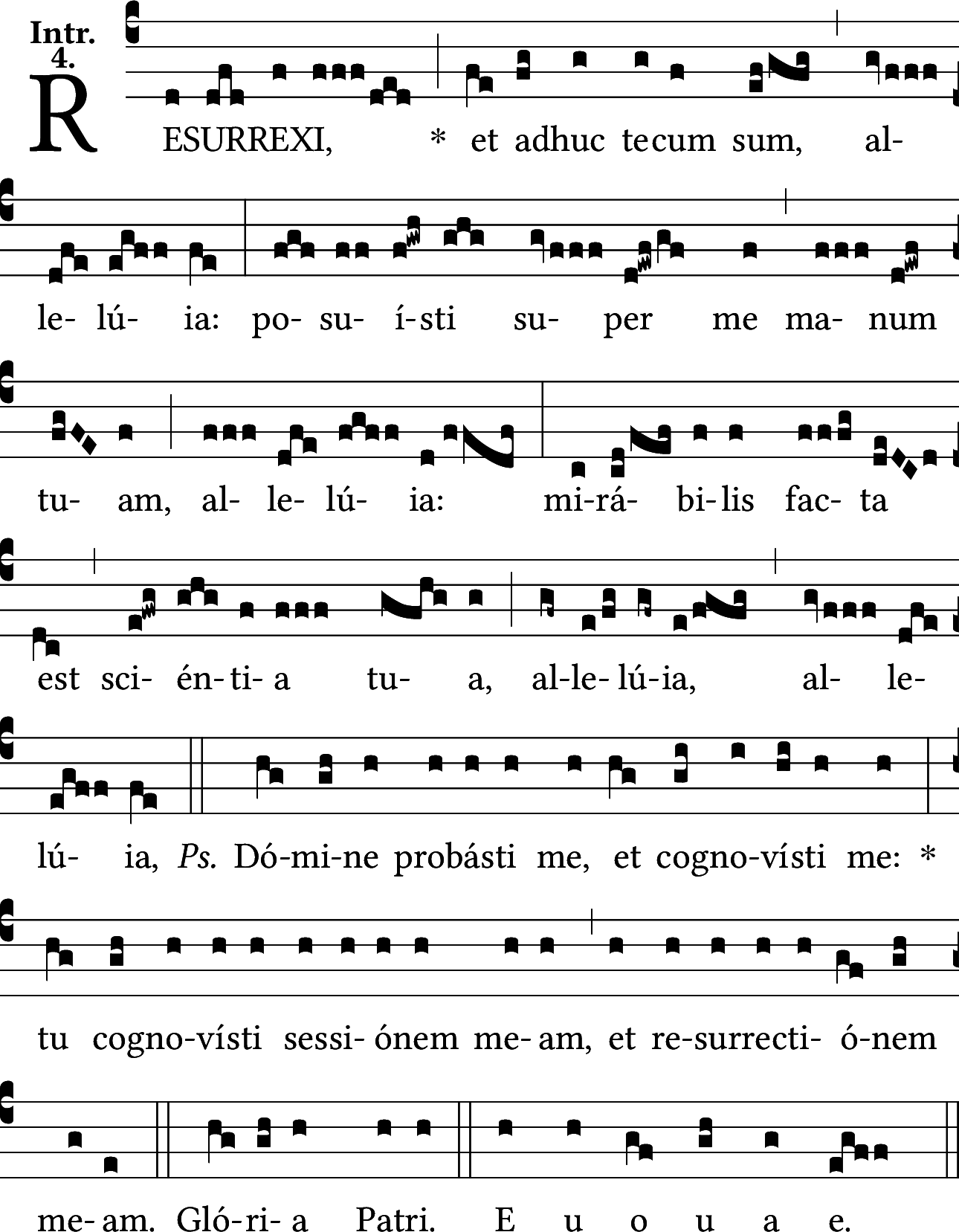
Melodia

La melodia dell'introito è nel quarto tono. È sorprendente, a prima vista, che durante le festività più solenni della chiesa l'Introitus non sia in modalità trionfante, come il modo dorico come la  sequenza di Pasqua, Victimae paschali laudes. Il quarto tono, d'altra parte, è dolcemente descritto:  Quartus dicitur fieri blandus. La melodia è sorprendentemente disadorna, pacifica e quasi monotona. Le sue dimensioni non superano nemmeno una quinta.
Tuttavia, gli esegeti spiegano questa apparente contraddizione come una meravigliosa armonia tra testo e melodia: l'ego lirico del testo non è - come nella sequenza - il  Popolo di Dio nella gioia della risurrezione, ma piuttosto lo stesso Cristo risorto. La gioia esuberante, tuttavia, difficilmente sarebbe un'espressione appropriata: non in commotione Dominus. Si tratta, ante litteram, di un madrigalismo che descrive i "colori" del mattino di Pasqua quando ancora si respira il Mistero del santo Triduo e della non afferrabilità di tale evento. Il mistero pasquale è meditato nella sua inscindibile unità dell’evento di Cului che “passus, et sepultus est, et resurrexit”. Allora la Chiesa celebra il mistero cantando la vox Christi ad Patrem, la voce di quel Figlio che già appeso sul legno aveva gridato: “Deus meus, Deus meus, ut quid dereliquisti me?” (Mt 27,46) e che ora afferma: “et adhuc tecum sum”! E alla voce del Cristo risorto possono fare eco, nei secoli, le schiere dei neofiti che, usciti risorti dal sacro fonte, possono elevare, come vox Ecclesiae ad Patrem, il loro canto a Dio.

A questo introito bene si presta il tema del "risveglio": con la Risurrezione il Padre ha "svegliato" dal sonno il Figlio e quindi possono essere utili le parole di Agostino a commento del Salmo 62: 
Il vero e proprio jubilus, nella Missa in Die lo si incontrerà nel graduale: Haec dies.